# Austranten
Austranten (norwegisch für Ostrand) ist ein isolierter Felsvorsprung im ostantarktischen Königin-Maud-Land. Er ragt am östlichen Ausläufer des Otto-von-Gruber-Gebirges im Wohlthatmassiv 3 km südöstlich des Gebirgskamms Todtriegel auf.
Entdeckt und anhand von Luftaufnahmen kartiert wurde die Formation bei der Deutschen Antarktischen Expedition 1938/39 unter der Leitung des Polarforschers Alfred Ritscher. Eine neuerliche Kartierung anhand eigener Luftaufnahmen und Vermessungen sowie die Benennung erfolgten bei der Dritten Norwegischen Antarktisexpedition (1956–1960).